# سیتروئن سی-ایر پلی
سیتروئن سی ایر پلی یک خودروی مفهومی است که در دسامبر ۲۰۰۵، در نمایشگاه اتومبیل بولونیا توسط سیتروئن طراحی و ارائه شد. پلتفرم این خودرو مربوط به فیات ۵۰۰ و سیتروئن C1 است.

## بررسی اجمالی
این خودرو یک خودروی سه در، چهار نفره شهری است. یکی از ویژگی‌های این خودرو این است که درها در قسمت تحتانی قسمت شیشه ای رنگی دارند. سیتروئن سی ایر پلی رقیب، فیات ۵۰۰، مینی هاچ و رنو کلیو بود. این خودرو همچنین در نمایشگاه بین‌المللی اتومبیل ۲۰۰۶ انگلیس در ژوئیه ۲۰۰۶ به نمایش درآمد.

## نگارخانه

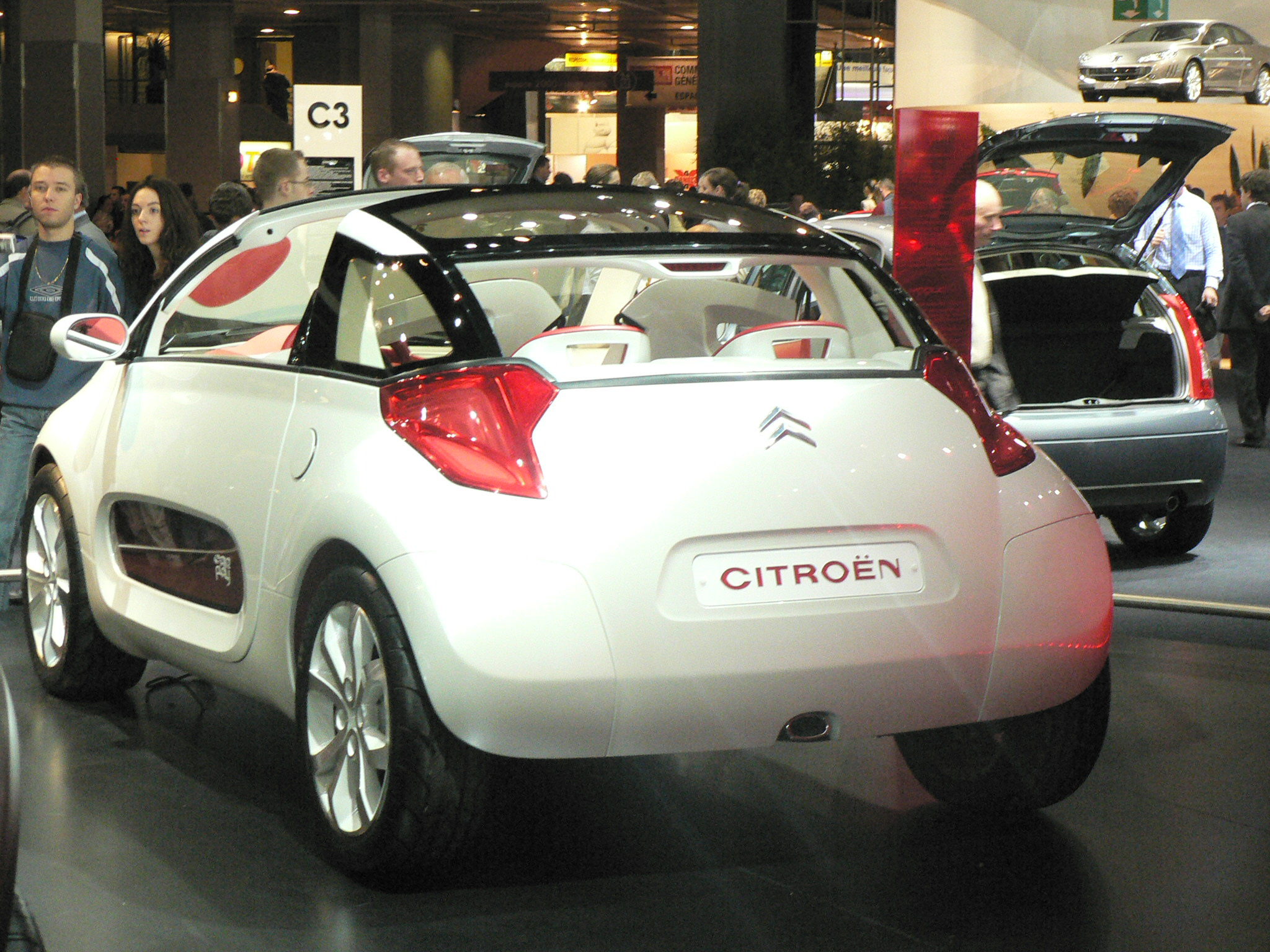
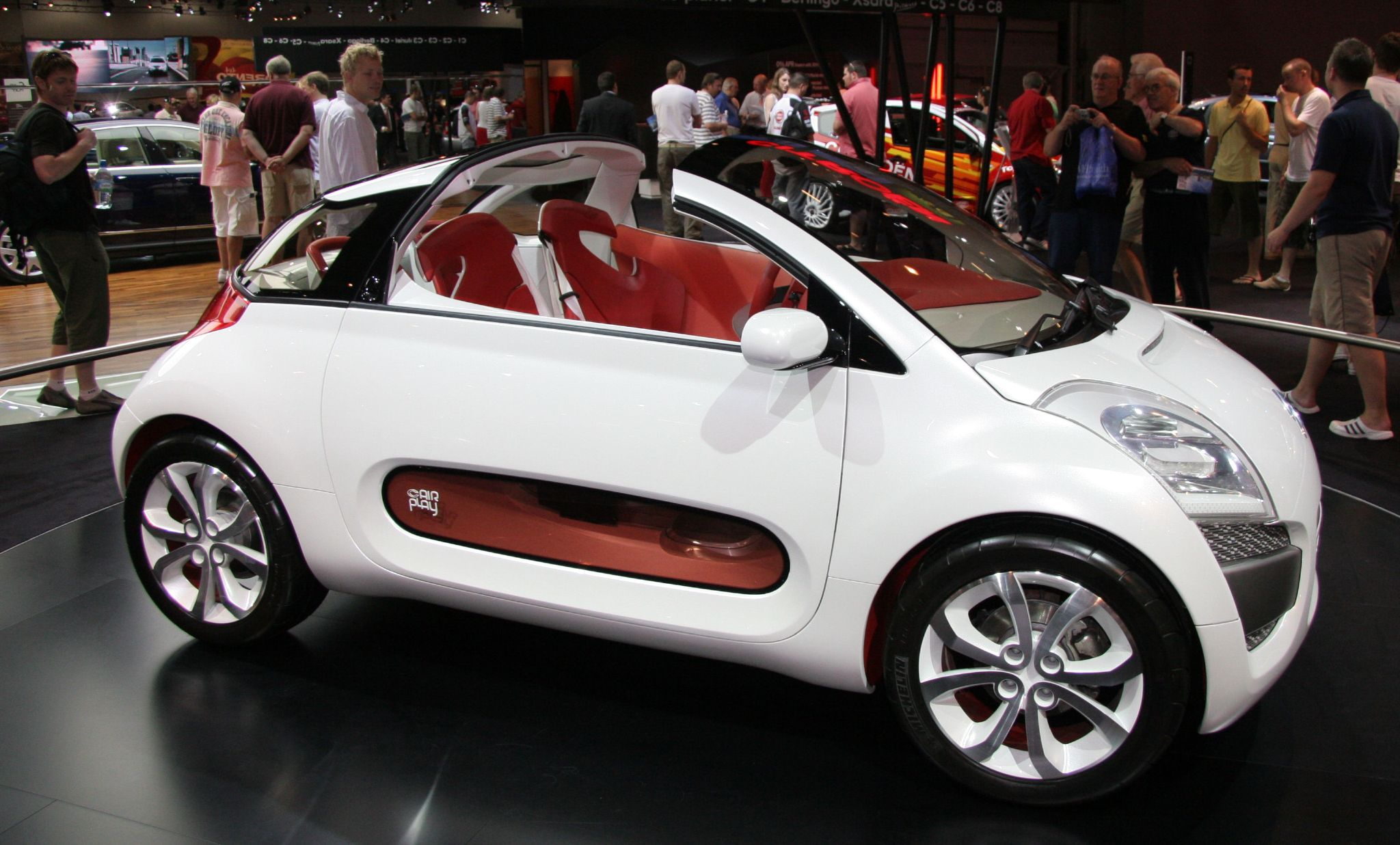
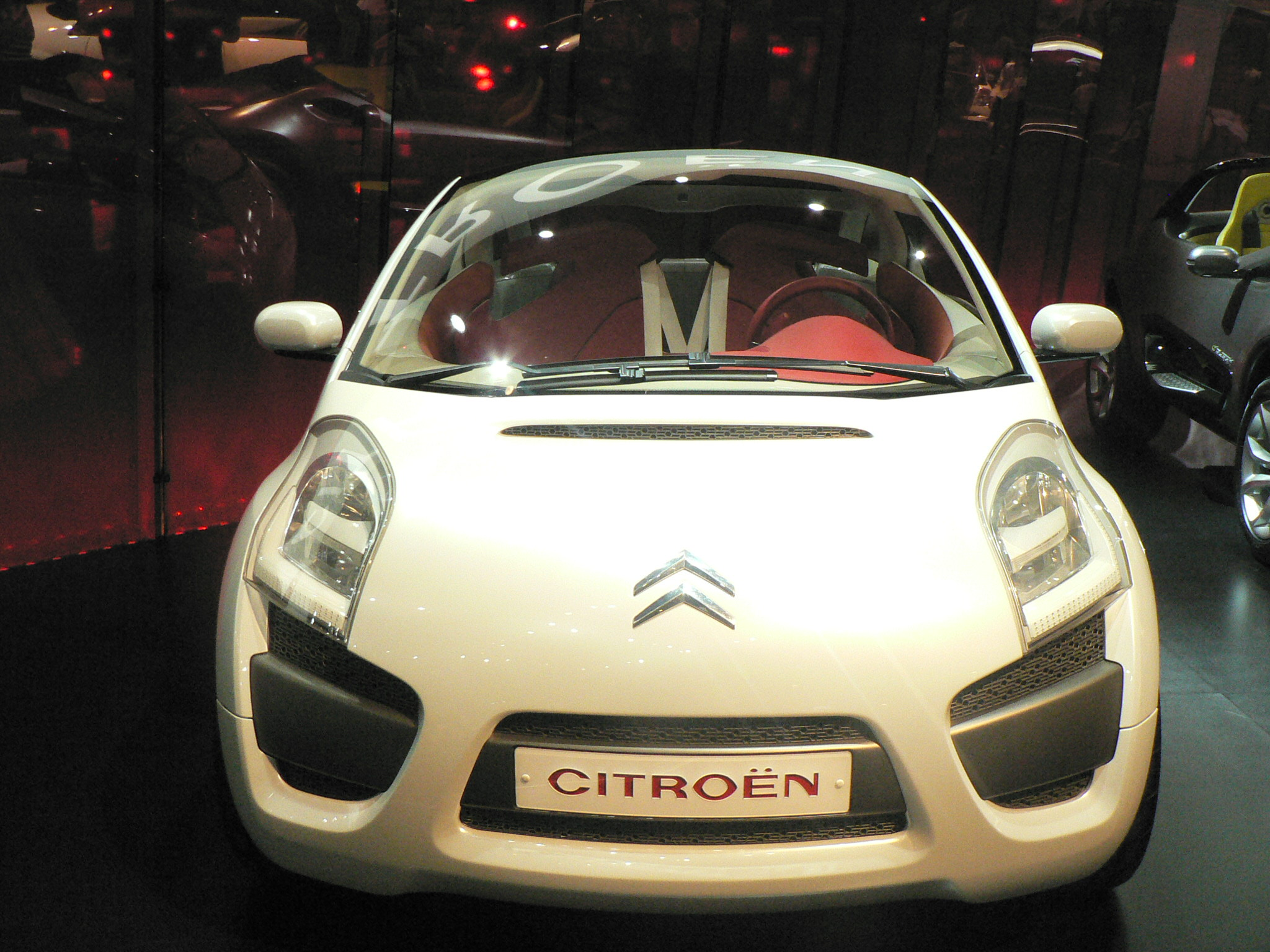